# Zamek w Borszczahówce
Zamek w Borszczahówce – zamek zbudowany przez rodzinę Wiśniowieckich.

## Historia
Ostatni z Wiśniowieckich Michał Serwacy, hetman wielki ks. liewskiego zmarł w 1743 roku i jego dobra przeszły po kądzieli w ręce książąt Ogińskich i Zamoyskich. Jego bowiem dwie córki Anna i Elżbieta wyszły za członków tychże rodzin. Anna za Józefa Ogińskiego, wojewodę trockiego a Elżbieta za Michała Zamoyskiego, wojewodę smoleńskiego. W późniejszym czasie, po przeprowadzeniu ostatecznego podziału majątku Wiśniowieckich przez spadkobierców 26 marca 1750 roku w Wiśniowcu, Borszczahówka przypadła Adamowi Brzostowskiemu, staroście daugowskiemu i przyłajskiemu ożenionemu z Genowefą Ogińską a ten odsprzedał ją w 1757 roku Antoniemu Orzeszce, marszałkowi powiatu pińskiego. Jego córka Zuzanna wyszła za mąż za Zachariasza Hańskiego, łowczego nadwornego, generała adiutanta buławy kor. i miejscowość przeszedł jako wiano w ręce rodziny Hańskich. Około 1770 roku Hański odremontował i umocnił dawny zamek. Hański zmarł w 1812 roku, a dobra odziedziczył jego syn Franciszek Hański, prezes sądu głównego kijowskiego.

## Architektura
Założona na planie kwadratu budowla stała na stromo opadającym ku rzece Rosi stoku. Był to drewniany, podłużny, jednokondygnacyjny budynek mieszkalny stojący na środku dziedzińca, oknami patrząca na wszystkie strony, obrócony na wschód od miasta. Na wałach były dwa rondale (basteje). Otaczały go wysokie wały ziemne oraz ostrokół. W wałach była brama wjazdowa. Na zewnątrz zamek otaczała głęboka fosa, w razie niebezpieczeństwa zalewana wodą. Nad wałami zawieszony był most na łańcuchach. Pod koniec XIX w. wały kwadratowego zamku, śmiało wzniesione, dały się podziwiać.